# أليس واشبورن
أليس واشبورن (بالإنجليزية: Alice Washburn) هي ممثلة أمريكية، ولدت في 12 سبتمبر 1861 في أوشكوش في الولايات المتحدة، وتوفيت بنفس المكان في 18 نوفمبر 1929.

## وصلات خارجية
- أليس واشبورن على موقع IMDb (الإنجليزية)
- أليس واشبورن على موقع قاعدة بيانات برودواي على الإنترنت (الإنجليزية)
- أليس واشبورن على موقع قاعدة بيانات الفيلم (الإنجليزية)